# 6412 Kaifu
6412 Kaifu este un asteroid din centura principală de asteroizi.

## Descriere
6412 Kaifu este un asteroid din centura principală de asteroizi. A fost descoperit pe 15 octombrie 1993 la Kitami de Kin Endate și Kazuro Watanabe. El prezintă o orbită caracterizată de o semiaxă mare de 2,36 ua, o excentricitate de 0,05 și o înclinație de 6,8° în raport cu ecliptica.